# 1998
1998 (MCMXCVIII) là một năm thường bắt đầu vào Thứ năm của lịch Gregory, năm thứ 1998 của Công nguyên hay của Anno Domini, the năm thứ 998  của thiên niên kỷ 2, năm thứ 98  của thế kỷ 20, và năm thứ  9   của thập niên 1990. 

## Sự kiện

### Tháng 1
- 1 tháng 1: Flavio Cotti trở thành tổng thống liên bang Thụy Sĩ
- 2 tháng 1: Cúm gia cầm bùng nổ trong Hồng Kông
- 4 tháng 1: Israel. Bộ trưởng Bộ Ngoại giao David Levi từ chức
- 4 tháng 1: Valdas Adamkus trở thành tổng thống trong Litva
- 21 tháng 1: Giáo hoàng Gioan Phaolô II thăm viếng Cuba

### Tháng 2
- 1 tháng 2: Costa Rica. Miguel Anguel Rodriguez Echeverría trở thành lãnh đạo chính phủ và nhà nước
- 3 tháng 2: Armenia. Tổng thống Lewon Ter-Petrosjan từ chức
- 4 tháng 2: Động đất tại Tajikistan và Afghanistan, khoảng 2.300 người chết
- 24 tháng 2: Lào. Khamtay Siphanedone trở thành chủ tịch nước

### Tháng 3
- 4 tháng 3: Israel: Tổng thống Ezer Weizman tái đắc cử.
- 10 tháng 3: Indonesia: Hadji Mohamed Suharto trở thành lãnh đạo chính phủ và quốc gia lần thứ 6.
- 11 tháng 3: Đan Mạch: Thủ tướng Poul Nyrup Rasmussen tái đắc cử.
- 15 tháng 3: Bulgaria: Thăm viếng của Giáo hoàng Johannes Paul II.
- 19 tháng 3: Ấn Độ: Atal Bihari Vajpayee trở thành thủ tướng.

### Tháng 4
- 9 tháng 4: Armenia: Robert Kotscharjan trở thành tổng thống.
- 15 tháng 4 : Saloth Sar, lãnh tụ Campuchia Dân chủ qua đời.
- 18 tháng 4: Anh ký kết Hiệp ước Hòa bình với IRA.
- 19 tháng 4: Thomas Klestil tái đắc cử tổng thống liên bang của Áo.
- 26 tháng 4: Guatemala: Giám mục Juan Gerardi Conedera bị giết chết.
- 30 tháng 4: Hiệp ước Hòa bình cho Bắc Ireland.

### Tháng 5
- 4 tháng 5: Armenia. Bộ trưởng Bộ Ngoại giao Wartan Oskanjan thăm viếng Đức
- 9 tháng 5: Algier, Algérie. Nổ bom trong một quán cà phê. 17 người bị thương
- 21 tháng 5: Indonesia: Tổng thống Suharto từ chức
- 22 tháng 5: Algérie. Nổ bom trong El Harrach. 15 người chết
- 22 tháng 5: Động đất tại Bolivia. 105 người chết
- 24 tháng 5: Bầu cử quốc hội trong Sénégal
- 30 tháng 5: Động đất tại Tajikistan và Afghanistan; khoảng 4.000 người chết

### Tháng 6
- 10 tháng 6 – 12 tháng 7: Giải vô địch bóng đá thế giới 1998 tổ chức tại Pháp, đội tuyển bóng đá quốc gia Pháp lần đầu tiên giành chức vô địch.
- 15 tháng 6: Hiệp ước hợp tác giữa Bahrain và Liên minh châu Âu
- 21 tháng 6: Gnassingbé Eyadèma tái đắc cử tổng thống trong Togo
- 25 tháng 6: Vương quốc Anh. Bầu cử trong Bắc Ireland
- 27 tháng 6: Động đất tại Thổ Nhĩ Kỳ, khoảng 130 người chết

### Tháng 7
- 6 tháng 7: Sân bay quốc tế Kai Tak chính thức đóng cửa
- 12 tháng 7: Jamil Mahuad trở thành tổng thống trong Ecuador
- 17 tháng 7: Động đất tại Papua Tân Guinea 2.823 người chết
- 30 tháng 7: Nhật Bản. Nguyên bộ trưởng Bộ Ngoại giao Keizo Obuchi trở thành lãnh đạo chính phủ mới

### Tháng 8
- 7 tháng 8: Đánh bom đại sứ quán Hoa Kỳ trong Daressalam, Tanzania. 10 người chết
- 7 tháng 8: Nairobi, Kenia. Đánh bom đại sứ quán Hoa Kỳ. 253 người chết, trên 5.000 người bị thương
- 10 tháng 8: Ecuador. Jamil Mahuad trở thành tổng thống
- 28 tháng 8: Beliz. Said Wilbert Musa trở thành thủ tướng
- 31 tháng 8: Algier, Algérie. Đánh bom. 19 người chết, 60 người bị thương

### Tháng 9
- 6 tháng 9: Mèo Oggy và những chú gián tinh nghịch chính thức lên sóng.
- 7 tháng 9: Google chính thức thành lập.
- 18 tháng 9: Algérie: Đánh bom trong Tiaret. 22 người chết, 30 người bị thương
- 25 tháng 9: Mikuláš Dzurinda trở thành thủ tướng trong Slovakia.
- 28 tháng 9: Albania: Lãnh đạo chính phủ Fatos Nano từ chức.
- 29 tháng 9: Albania: Pandeli Majko trở thành lãnh đạo chính phủ mới.

### Tháng 10
- 3 tháng 10: Úc: Thủ tướng John Winston Howard tái đắc cử.
- 4 tháng 10: Fernando Henrique Cardoso trở thành tổng thống của Brasil
- 6 tháng 10: Dominica: Vernon Shaw trở thành tổng thống.
- 9 tháng 10: Israel: Ariel Scharon trở thành bộ trưởng Bộ Ngoại giao mới.
- 9 tháng 10: Ý: Thủ tướng Romano Prodi từ chức.
- 15 tháng 10: Kyrgyzstan trở thành thành viên của Tổ chức Thương mại Thế giới WTO.
- 16 tháng 10: Maldives: Tổng thống Maumoon Abdul Gayoom tái đắc cử.
- 18 tháng 10: Bầu cử quốc hội trong Macedonia.
- 21 tháng 10: Ý: Massimo D'Alema trở thành lãnh đạo chính phủ mới
- 27 tháng 10: Đức: Gerhard Schröder được bầu làm thủ tướng liên bang
- 30 tháng 10: Honduras: Bão Mitch, khoảng 5.500 người chết.

### Tháng 11
- 7 tháng 11: Tencent chính thức thành lập.
- 10 tháng 11: Hungary bắt đầu thương lượng gia nhập với Liên minh châu Âu.
- 15 tháng 11: Burkina Faso. Blaise Compaoré trở thành tổng thống lần thứ 2.
- 24 tháng 11:
  - Émile Lahoud trở thành tổng thống của Liban.
  - Sailele Tuila'epa Malielegaoi trở thành thủ tướng trong Samoa.
- 30 tháng 11: Bầu cử quốc hội trong Syria.

### Tháng 12
- 14 tháng 12: Guinée. Tổng thống Lansana Conté tái đắc cử
- 15 tháng 12: Algérie. Ismail Hamdani trở thành thủ tướng
- 31 tháng 12: Khách của VTV3 chính thức dừng lại sau 1 năm phát sóng.

### Không rõ ngày, tháng
- Nhóm nhạc nữ Việt Nam Mắt Ngọc chính thức ra mắt.

## Sinh

### Tháng 1
- 11 tháng 1: Cody Simpson, nam ca sĩ nhạc pop người Úc
- 14 tháng 1: Juky San (Trần Thị Dung), nữ ca sĩ người Việt Nam
- 16 tháng 1: Seungkwan, ca sĩ và vũ công người Hàn Quốc, thành viên nhóm nhạc Seventeen
- 19 tháng 1: Hanbin, ca sĩ người Việt Nam đang hoạt động tại Hàn Quốc, thành viên nhóm nhạc Tempest
- 23 tháng 1: Ariel Winter, nữ diễn viên kiêm ca sĩ tuổi teen người Mỹ.
- 23 tháng 1: XXXTentacion (Jahseh Dwayne Ricardo Onfroy), rapper, ca sĩ Teen Pop người Mỹ (m. 2018).
- 26 tháng 1: Moonbin, ca sĩ, diễn viên, người mẫu người Hàn Quốc, thành viên nhóm nhạc Astro (m. 2023).
- 26 tháng 1: Jung Chanwoo, thành viên nhóm nhạc iKON.

### Tháng 2
- 4 tháng 2: Keyo (Nguyễn Văn Nghĩa), ca sĩ người Việt Nam
- 8 tháng 2: Alan Grafite, cầu thủ bóng đá người Brasil
- 18 tháng 2: Vernon (Hansol Vernon Chwe) ca sĩ và vũ công người Hàn Quốc, thành viên nhóm nhạc Seventeen

### Tháng 4
- 14 tháng 4: Altay Bayındır, cầu thủ bóng đá người Thổ Nhĩ Kỳ
- 20 tháng 4: YuniBoo (Nguyễn Trần Bảo Ngọc), nữ ca sĩ, rapper người Việt Nam

### Tháng 5
- 7 tháng 5: MrBeast (James Stephen Donaldson), Youtuber người Mỹ.
- 18 tháng 5: Shivangi Joshi, nữ diễn viên người Ấn Độ
- 20 tháng 5: Châu Dã, nữ diễn viên người Trung Quốc
- 28 tháng 5: Kim Dahyun, nữ ca sĩ thần tượng, rapper và nhạc sĩ người Hàn Quốc, thành viên nhóm nhạc nữ Twice.

### Tháng 6
- 3 tháng 6: Hwang SinB, ca sĩ người Hàn Quốc, thành viên nhóm nhạc nữ GFriend.

### Tháng 7
- 8 tháng 7:
  - Jaden Smith, diễn viên, ca sĩ nhạc rap và vũ công người Mỹ
  - Bùi Quỳnh Hoa, Hoa hậu Áo dài Việt Nam Thế giới 2017, Miss Universe Vietnam 2023
- 17 tháng 7: Felipe Juan Froilán de Todos los Santos de Marichalar y de Borbón, con trai của Elena của Tây Ban Nha và Jaime de Marichalar.
- 21 tháng 7: Maggie Lindemann, nữ ca sĩ kiêm nhạc sĩ người Mỹ
- 22 tháng 7: Federico Valverde, cầu thủ bóng đá người Uruguay.
- 24 tháng 7: Bindi Irwin, nữ ca sĩ, diễn viên Úc/Mỹ.

### Tháng 8
- 8 tháng 8: Shawn Mendes, ca sĩ, nhạc sĩ người Canada
- 12 tháng 8: Nguyễn Thúc Thùy Tiên, Á khôi Nam Bộ 2017, Hoa hậu Hòa bình Quốc tế 2021
- 19 tháng 8:
  - Umji (Kim Ye-won), nữ ca sĩ, vũ công người Hàn Quốc, cựu thành viên nhóm nhạc nữ GFriend, thành viên nhóm nhạc nữ Viviz
  - Sou, ca sĩ người Nhật Bản
- 25 tháng 8: China Anne McClain, ca sĩ, diễn viên người Mỹ.

### Tháng 9
- 8 tháng 9: Cao Bá Hưng, ca sĩ kiêm nhạc sĩ người Việt Nam, quán quân Bài hát hay nhất 2016
- 13 tháng 9: Cindy V (Cindy Elizabeth Harris), nữ ca sĩ, diễn viên người Mỹ/Việt Nam

### Tháng 10
- 20 tháng 10:
  - Seo Shin-ae, nữ diễn viên người Hàn Quốc.
  - Di Di (Lê Thị Thanh Thanh), nữ ca sĩ kiêm sáng tác nhạc người Việt Nam.
- 24 tháng 10: Daya (Grace Martine Tandon), nữ ca sĩ, nhạc sĩ người Mỹ
- 27 tháng 10: Dayot Upamecano (Dayotchanculle Oswald Upamecano), cầu thủ bóng đá người Pháp
- 29 tháng 10: hoàng tử Constantin-Alexios, con trai của hoàng tử kế vị Pavlos của Hy Lạp và công chúa kế vị Marie-Chantal Miller của Hy Lạp.

### Tháng 11
- 8 tháng 11: Alica Schmidt, nữ vận động viên điền kinh người Đức
- 11 tháng 11: Trang Hàn (Giang Ngọc Trang), nữ ca sĩ người Việt Nam
- 16 tháng 11: Bùi Phương Nga, Á hậu Việt Nam 2018, vợ của nam diễn viên Bình An
- 27 tháng 11: Andrea Rubio, Hoa hậu Quốc tế 2023
- 28 tháng 11: Fireprox (Nguyễn Hoàng Phúc), ca sĩ, DJ người Việt Nam

### Tháng 12
- 2 tháng 12:
  - Juice Wrld (Jarad Anthony Higgins), ca sĩ, rapper người Mỹ (m. 2019)
  - Billy Nhựt Minh (Nguyễn Nhựt Minh), ca sĩ, nhạc sĩ, vũ công người Việt Nam, trưởng nhóm nhạc HKT-M The Five
- 10 tháng 12: Kenbi Hoài Nam (Nguyễn Hoài Nam), ca sĩ, nhạc sĩ người Việt Nam, thành viên nhóm nhạc HKT M-The Five
- 12 tháng 12: GDucky (Đặng Mai Việt Hoàng), ca sĩ, rapper người Việt Nam, á quân Rap Việt 2020
- 20 tháng 12: Kylian Mbappé, cầu thủ bóng đá người Pháp
- 20 tháng 12: Vương Hạc Đệ, diễn viên, ca sĩ, người mẫu người Trung Quốc

### Không rõ ngày, tháng
- Tùng Cedrus (Võ Thanh Tùng), nhạc sĩ, nhà sản xuất âm nhạc người Việt Nam, thành viên nhóm DTAP

## Mất

### Tháng 1
- 1 tháng 1: Helen Wills Moody, nữ vận động viên quần vợt Mỹ (s. 1905)
- 5 tháng 1: Georgi Wassiljewitsch Swiridow, nhà soạn nhạc Nga (s. 1915)
- 5 tháng 1: Sonny Bono, nam ca sĩ Mỹ, diễn viên, chính khách (s. 1935)
- 5 tháng 1: Wilhelm Herz, người đua mô tô Đức (s. 1912)
- 5 tháng 1: Junior Wells, nhạc sĩ blues Mỹ (s. 1934)
- 6 tháng 1: Thomas Ellwein, nhà chính trị học Đức (s. 1927)
- 7 tháng 1: Richard Hamming, nhà toán học Mỹ (s. 1915)
- 9 tháng 1: Kenichi Fukui, nhà hóa học Nhật Bản (s. 1918)
- 11 tháng 1: Klaus Tennstedt, nhạc trưởng Đức (s. 1926)
- 15 tháng 1: Gulzarilal Nanda, chính khách Ấn Độ (s. 1898)
- 16 tháng 1: Ludwig Waldleitner, nhà sản xuất phim Đức (s. 1913)
- 17 tháng 1: Tạ Đình Đề, nhà cách mạng Việt Nam (s. 1917)
- 18 tháng 1: Josip Uhac, nhà ngoại giao của Vatikan, Giám mục của Giáo hội Công giáo La Mã (s. 1924)
- 23 tháng 1: Hilla Limann, tổng thống của Ghana (s. 1934)
- 23 tháng 1: Alfredo Ormando, nhà văn Ý (s. 1958)
- 27 tháng 1: Ernst Klett jr., nhà xuất bản Đức (s. 1911)
- 28 tháng 1: Shōtarō Ishinomori, họa sĩ vẽ tranh cho truyện comic Nhật Bản (s. 1938)
- 30 tháng 1: Héctor Campos Parsi, nhà soạn nhạc (s. 1922)
- 30 tháng 1: Ferdy Mayne, diễn viên Đức (s. 1916)
- 30 tháng 1: Samuel Eilenberg, nhà toán học Ba Lan (s. 1913)

### Tháng 2
- 2 tháng 2: Raymond Bernard Cattell, nhà tâm lý học (s. 1905)
- 5 tháng 2: Eduardo Francisco Pironio, Hồng y của Giáo hội Công giáo La Mã (s. 1920)
- 6 tháng 2: Ferenc Sidó, vận động viên bóng bàn Hungary (s. 1923)
- 6 tháng 2: Falco (nhạc sĩ), nam ca sĩ Áo, nhạc sĩ (s. 1957)
- 6 tháng 2: Carl Wilson, nhạc sĩ Mỹ (The Beach Boys) (s. 1946)
- 8 tháng 2: Halldór Laxness, nhà văn (s. 1902)
- 17 tháng 2: Ernst Käsemann, nhà thần học, giáo sư đại học (s. 1906)
- 17 tháng 2: Ernst Jünger, nhà văn Đức, nhà xuất bản (s. 1895)
- 17 tháng 2: Nicolas Bouvier, nhà văn Thụy Sĩ (s. 1929)
- 19 tháng 2: Grandpa Jones, nhạc sĩ nhạc đồng quê Mỹ (s. 1913)
- 19 tháng 2: Mancur Olson, nhà kinh tế học (s. 1932)
- 22 tháng 2: Clemens Eich, diễn viên Đức, nhà văn (s. 1954)
- 24 tháng 2: Gerhard Kienbaum, chính khách Đức (s. 1919)
- 24 tháng 2: Antonio Prohias, họa sĩ biếm họa (s. 1921)
- 26 tháng 2: Vico Torriani, nam ca sĩ Thụy Sĩ, diễn viên (s. 1920)
- 26 tháng 2: Theodore William Schultz, nhà kinh tế học Mỹ, Giải thưởng Nobel (s. 1902)
- 27 tháng 2: George Herbert Hitchings, nhà khoa học Mỹ, Giải thưởng Nobel về y học (s. 1905)
- 27 tháng 2: James Patrick Walsh, diễn viên Mỹ (s. 1943)
- 28 tháng 2: Antonio Quarracino, Hồng y của Giáo hội Công giáo La Mã (s. 1923)

### Tháng 3
- 4 tháng 3: Johann Gansch, nhà soạn nhạc Áo (s. 1925)
- 4 tháng 3: Ossip K. Flechtheim, luật gia Đức, nhà chính trị học (s. 1909)
- 6 tháng 3: Pierre Villette, nhà soạn nhạc Pháp (s. 1926)
- 8 tháng 3: Peter Nilson, nhà thiên văn học Thụy Điển (s. 1937)
- 9 tháng 3: Ulrich Schamoni, đạo diễn phim Đức (s. 1939)
- 16 tháng 3: Eugen Eckert, nhà điêu khắc Đức, họa sĩ (s. 1911)
- 19 tháng 3: Klaus Havenstein, diễn viên Đức (s. 1922)
- 24 tháng 3: António Ribeiro, Hồng y (s. 1928)
- 27 tháng 3: Ferry Porsche, doanh nhân (s. 1909)

### Tháng 4
- 2 tháng 4: Rob Pilatus, nam ca sĩ Hà Lan (s. 1965)
- 3 tháng 4: Wolf Vostell, họa sĩ Đức, nhà điêu khắc (s. 1932)
- 5 tháng 4: Cozy Powell, nhạc sĩ nhạc rock Anh (s. 1947)
- 6 tháng 4: Tammy Wynette, nữ ca sĩ nhạc country Mỹ (s. 1942)
- 15 tháng 4: Saloth Sar, lãnh tụ Campuchia Dân chủ (s. 1925)
- 16 tháng 4: Rose Maddox, nữ ca sĩ nhạc đồng quê Mỹ (s. 1926)
- 16 tháng 4: Carl Pflüger, họa sĩ Đức (s. 1905)
- 17 tháng 4: Alberto Bovone, Hồng y của Giáo hội Công giáo La Mã (s. 1922)
- 17 tháng 4: Linda Eastman, nữ nhạc sĩ Mỹ (s. 1941)
- 20 tháng 4: Octavio Paz, nhà văn México, nhà ngoại giao (s. 1914)
- 23 tháng 4: Gregor von Rezzori, nhà văn Áo, diễn viên (s. 1914)
- 23 tháng 4: Konstantinos Karamanlis, chính khách Hy Lạp (s. 1907)
- 24 tháng 4: Axel Jüptner, cầu thủ bóng đá Đức (s. 1969)
- 27 tháng 4: Nguyễn Văn Linh, Nguyên Tổng Bí thư Ban Chấp hành Trung ương Đảng Cộng sản Việt Nam, nguyên Cố vấn Ban chấp hành Trung ương Đảng cộng sản Việt Nam (s. 1915)
- 27 tháng 4: Dominique Aury, nữ tác giả Pháp (s. 1907)
- 27 tháng 4: Carlos Castaneda, nhà nhân loại học Mỹ, nhà văn (s. 1925)

### Tháng 5
- 2 tháng 5: Justin Fashanu, cầu thủ bóng đá Anh (s. 1961)
- 2 tháng 5: Hideto Matsumoto, nam ca sĩ Nhật Bản (s. 1964)
- 3 tháng 5: Gerulf Pannach, nhà soạn nhạc Đức (s. 1948)
- 3 tháng 5: Raimund Harmstorf, diễn viên Đức (s. 1940)
- 4 tháng 5: Theodor Oberländer, chính khách Đức (s. 1905)
- 6 tháng 5: Erich Mende, luật gia Đức, chính khách (s. 1916)
- 6 tháng 5: Chatichai Junhavan, thủ tướng của Thái Lan (s. 1920)
- 7 tháng 5: Allan McLeod Cormack, nhà vật lý học, Giải thưởng Nobel về y học (s. 1924)
- 9 tháng 5: Alice Faye, nữ diễn viên Mỹ, nữ ca sĩ (s. 1915)
- 10 tháng 5: Cesare Perdisa, tay đua Công thức 1 Ý (s. 1932)
- 11 tháng 5: Ernst Ising, nhà toán học Đức, nhà vật lý học (s. 1900)
- 12 tháng 5: Hermann Lenz, nhà văn Đức (s. 1913)
- 14 tháng 5: Frank Sinatra, diễn viên Mỹ, nam ca sĩ (s. 1915)
- 15 tháng 5: Richard Jaeger, luật gia Đức, chính khách (s. 1913)
- 15 tháng 5: Gunter d'Alquen, nhà báo (s. 1910)
- 21 tháng 5: Robert Gist, đạo diễn phim Mỹ, diễn viên (s. 1924)
- 29 tháng 5: Barry Goldwater, chính khách Mỹ (s. 1909)
- 31 tháng 5: Lotti Huber, nữ diễn viên Đức, nữ ca sĩ, nữ nghệ sĩ múa (s. 1912)

### Tháng 6
- 3 tháng 6: Poul Bundgaard, diễn viên Đan Mạch, nam ca sĩ (s. 1922)
- 5 tháng 6: Dieter Roth, thi sĩ Thụy Sĩ, nghệ sĩ tạo hình (s. 1930)
- 5 tháng 6: Rudolf Otto Wiemer, nhà thơ trữ tình, nhà sư phạm (s. 1905)
- 6 tháng 6: Maria Reiche, nữ gia toán học Đức, nhà nữ khảo cổ học (s. 1903)
- 13 tháng 6: Lúcio Costa, kiến trúc sư Brasil (s. 1902)
- 15 tháng 6: Hartmut Boockmann, nhà sử học Đức (s. 1934)
- 17 tháng 6: Joachim Nottke, tác giả Đức, diễn viên (s. 1928)
- 20 tháng 6: Heinz Ditgens, cầu thủ bóng đá Đức (s. 1914)
- 20 tháng 6: Ernst Brugger, chính khách Thụy Sĩ (s. 1914)
- 21 tháng 6: Gerhard Gundermann, nhà soạn nhạc Đức (s. 1955)
- 21 tháng 6: Anastasio Alberto Ballestrero, tổng Giám mục của Turin, Hồng y (s. 1913)
- 22 tháng 6: Klaus Piontek, diễn viên Đức (s. 1935)
- 23 tháng 6: Per Anders Fogelström, nhà văn Thụy Điển (s. 1917)
- 23 tháng 6: Ida Krottendorf, nữ diễn viên Áo (s. 1927)
- 29 tháng 6: Frank Rowlett, nhà toán học Mỹ (s. 1908)

### Tháng 7
- 3 tháng 7: George Lloyd, nhà soạn nhạc Anh (s. 1913)
- 4 tháng 7: Henrik Stangerup, tác giả Đan Mạch, đạo diễn phim (s. 1937)
- 6 tháng 7: Roy Rogers, diễn viên Mỹ (s. 1911)
- 7 tháng 7: Moshood Abiola, chính khách, nhà kinh doanh (s. 1937)
- 14 tháng 7: Karl Schirdewan, chính khách Đông Đức (s. 1907)
- 14 tháng 7: Nguyễn Ngọc Loan, tướng của Quân lực Việt Nam Cộng hòa (s. 1931)
- 15 tháng 7: Karl-Heinz Hiersemann, chính khách Đức (s. 1944)
- 21 tháng 7: Alan Shepard, nhà du hành vũ trụ Mỹ (s. 1923)
- 22 tháng 7: Antonio Saura, họa sĩ Tây Ban Nha (s. 1930)
- 22 tháng 7: Fritz Buchloh, cầu thủ bóng đá Đức (s. 1909)
- 28 tháng 7: Zlatko Čajkovski, cầu thủ bóng đá, huấn luyện viên (s. 1923)
- 28 tháng 7: Consalvo Sanesi, đua ô tô Ý (s. 1911)
- 28 tháng 7: Zbigniew Herbert, nhà văn Ba Lan (s. 1924)

### Tháng 8
- 2 tháng 8: Arnold Verhoeven, chính khách Đức (s. 1905)
- 3 tháng 8: Alfred Schnittke, nhà soạn nhạc, nghệ sĩ dương cầm (s. 1934)
- 4 tháng 8: Yuri Petrovich Artyukhin, nhà du hành vũ trụ Xô Viết (s. 1930)
- 6 tháng 8: André Weil, nhà toán học Pháp (s. 1906)
- 8 tháng 8: László Szabó, kỳ thủ Hungary (s. 1917)
- 13 tháng 8: Franz Ott, chính khách Đức (s. 1910)
- 13 tháng 8: Julien Green, nhà văn Pháp (s. 1900)
- 14 tháng 8: Hans-Joachim Kulenkampff, diễn viên Đức (s. 1921)
- 16 tháng 8: Einar Heimisson, nhà văn (s. 1966)
- 17 tháng 8: Władysław Komar, vận động viên điền kinh Ba Lan (s. 1940)
- 17 tháng 8: Tadeusz Ślusarski, vận động viên điền kinh Ba Lan (s. 1950)
- 19 tháng 8: Hellmut Andics, nhà báo Áo, tác giả (s. 1922)
- 21 tháng 8: Alfons Fleischmann, nhà thần học Đức, giáo sư đại học (s. 1907)
- 26 tháng 8: Frederick Reines, nhà vật lý học Mỹ (s. 1918)

### Tháng 9
- 1 tháng 9: Franz Scholz, linh mục, nhà thần học (s. 1908)
- 3 tháng 9: Wilhelm Traub, chính khách Đức (s. 1914)
- 4 tháng 9: Hans Brenner, diễn viên Áo (s. 1938)
- 5 tháng 9: Leo Penn, đạo diễn phim Mỹ, tác giả kịch bản, nhà sản xuất phim (s. 1921)
- 6 tháng 9: Akira Kurosawa, đạo diễn phim Nhật Bản (s. 1910)
- 12 tháng 9: Kurt Wölfflin, nhà văn Áo (s. 1934)
- 13 tháng 9: Alois Grillmeier, nhà thần học Công giáo, Hồng y (s. 1910)
- 13 tháng 9: George Wallace, thống đốc của Alabama (s. 1919)
- 21 tháng 9: Florence Griffith Joyner, nữ vận động viên điền kinh Mỹ, huy chương Thế Vận Hội (s. 1959)
- 24 tháng 9: Genrikh Saulovich Altshuller, kĩ sư Nga, nhà khoa học (s. 1912)
- 26 tháng 9: Betty Carter, nữ ca sĩ nhạc jazz Mỹ (s. 1929)
- 27 tháng 9: Karlheinz Kaske, manager, kĩ sư (s. 1928)

### Tháng 10
- 2 tháng 10: Olivier Gendebien, đua xe Bỉ (s. 1924)
- 2 tháng 10: Gene Autry, ca sĩ nhạc country Mỹ, diễn viên (s. 1907)
- 4 tháng 10: Jean-Pascal Delamuraz, chính khách Thụy Sĩ (FDP) (s. 1936)
- 12 tháng 10: Bernhard Minetti, diễn viên Đức (s. 1905)
- 17 tháng 10: Joan Hickson, nữ diễn viên Anh (s. 1906)
- 19 tháng 10: Christian Schiefer, nhiếp ảnh gia Thụy Sĩ (s. 1896)
- 20 tháng 10: Gerhard Jahn, chính khách Đức (s. 1927)
- 20 tháng 10: Franz Tumler, nhà văn Áo (s. 1912)
- 22 tháng 10: Eric Ambler, nhà văn Anh (s. 1909)
- 25 tháng 10: Heinz Maegerlein, nhà báo về thể thao (s. 1911)
- 28 tháng 10: Ted Hughes, nhà văn Anh (s. 1930)
- 30 tháng 10: Heinz Westphal, chính khách Đức (s. 1924)

### Tháng 11
- 5 tháng 11: Anna Henkel-Grönemeyer, nữ diễn viên Đức (s. 1953)
- 6 tháng 11: Niklas Luhmann, nhà xã hội học Đức (s. 1927)
- 11 tháng 11: Gérard Grisey, nhà soạn nhạc Pháp (s. 1946)
- 11 tháng 11: Frank Brimsek, vận động viên khúc côn cầu trên băng Mỹ (s. 1913)
- 13 tháng 11: Red Holzman, huấn luyện viên bóng rổ Mỹ (s. 1920)
- 17 tháng 11: Efim Geller, kỳ thủ Xô Viết (s. 1925)
- 23 tháng 11: Ingeborg Feustel, nữ nhà văn nữ (s. 1926)
- 24 tháng 11: Hans-Otto Bäumer, chính khách Đức (s. 1926)
- 24 tháng 11: John William Corrington, tác giả kịch bản Mỹ (s. 1932)
- 25 tháng 11: Nelson Goodman, triết gia Mỹ (s. 1906)

### Tháng 12
- 6 tháng 12: César Baldaccini, nhà điêu khắc Pháp (s. 1921)
- 9 tháng 12: Klaus Matthiesen, chính khách Đức (s. 1941)
- 10 tháng 12: Max Streibl, chính khách Đức (s. 1932)
- 11 tháng 12: Anton Stankowski, nghệ sĩ tạo hình Đức (s. 1906)
- 12 tháng 12: Mo Udall, chính khách Mỹ (s. 1922)
- 16 tháng 12: William Gaddis, nhà văn Mỹ (s. 1922)
- 16 tháng 12: Franz K. Opitz, họa sĩ Thụy Sĩ, nhiếp ảnh gia, nghệ nhân (s. 1916)
- 18 tháng 12: Lev Stepanovich Dyomin, nhà du hành vũ trụ Xô Viết (s. 1926)
- 20 tháng 12: Alan Lloyd Hodgkin, nhà hóa sinh Anh, nhận Giải thưởng Nobel (s. 1914)
- 22 tháng 12: Michelle Thomas, nữ diễn viên Mỹ (s. 1969)
- 23 tháng 12: Anatoly Naumovich Rybakov, nhà văn Nga (s. 1911)
- 24 tháng 12: Peter Janssens, nhà soạn nhạc Đức (s. 1934)
- 24 tháng 12: Syl Apps, vận động viên khúc côn cầu trên băng Canada, huấn luyện viên (s. 1915)
- 26 tháng 12: Reinhard Schober, nhà lâm học Đức (s. 1906)
- 28 tháng 12: Herbert Fechner, chính khách Đức (s. 1913)
- 29 tháng 12: Willem Kersters, nhà soạn nhạc Bỉ, giáo sư (s. 1929)
- 30 tháng 12: Michaela Geiger, nữ chính khách Đức (s. 1943)
- 31 tháng 12: Erling Norvik, chính khách Na Uy, nhà báo (s. 1928)

## Giải thưởng Nobel
- Hóa học - Walter Kohn, John A. Pople
- Văn học - José Saramago
- Hòa bình - John Hume và David Trimble
- Vật lý - Robert B. Laughlin, Horst L. Störmer, Daniel Chee Tsui
- Y học - Robert F. Furchgott, Louis J. Ignarro, Ferid Murad
- Kinh tế - Amartya Sen